# Penguin (Batman)
De Penguin (echte naam: Oswald Chesterfield Cobblepot) is een fictieve superschurk uit de DC Comics, een van de aartsvijanden van Batman. Hij dook voor het eerst op in Detective Comics deel 58.

## Achtergrond
De Penguin is meestal een kleine, stevige man met een scherpe neus, monocle, hoge hoed en smoking. Hij ziet zichzelf het liefst als een "gentleman of crime". Een zogenaamd nette heer in de misdaad, met een intelligente en aristocratische persoonlijkheid. Tegelijk is hij een gangsterachtige schurk, die met regelmaat indirect of op de achtergrond opereert. Vooral in modernere verhalen gaat Penguin een directe confrontatie met Batman of de politie liever uit de weg, ook om zijn imago niet te schaden.
Zijn misdadige karakter komt niet voort uit een psychotische obsessie, zoals de meeste andere schurken uit Batman, als de Joker of Catwoman. Wel heeft de Penguin enkele excentriciteiten, zoals een liefde voor vogels en zijn verzameling van geavanceerde paraplu's, ieder met een gespecialiseerde functie, bijvoorbeeld als schiet- of steekwapen of om mee te vliegen.
In de stripreeks was de Penguin een minder belangrijke schurk, maar zijn populariteit groeide met de televisieserie uit de jaren zestig, waarin Burgess Meredith de schurk speelde met een herkenbare kwakende lach. Sindsdien is hij een van de bekendste en vooraanstaande schurken waartegen Batman het met regelmaat op moet nemen.

## Biografie
In zijn jeugd werd Oswald vaak gepest vanwege zijn kleine formaat, obesitas en zijn neus. Dit maakte hem tot een verschoppeling in zijn rijke hooggeplaatste familie. Dit dreef hem uiteindelijk tot het leven van een misdadiger. Maar vanwege de levensstijl van zijn familie, pleegt de Penguin zijn misdaden altijd met zijn eigen klasse en stijl.
In tegenstelling tot veel andere vijanden van Batman is de Penguin niet gestoord en zich volledig bewust van wat hij doet. Hij zorgt er vaak voor dat hij niet direct betrokken is bij een misdaad: zo runt hij bijvoorbeeld een nachtclub, The Iceberg Lounge, die “toevallig” zeer in trek is bij de onderwereld van Gotham City.
De Penguin gebruikt voor zijn misdaden een reeks geprepareerde paraplu’s. Deze obsessie voor paraplu’s komt vermoedelijk voort uit het gedrag van zijn overbezorgde moeder. Nadat Oswalds vader stierf aan een longontsteking, moest Oswald van zijn moeder altijd een paraplu bij zich dragen.

## In andere media

### Films
- Penguin werd gespeeld door Danny DeVito in de film Batman Returns. In deze film werden zijn oorsprong en uiterlijk sterk veranderd. In de film was hij een mismaakt persoon die als baby door zijn ouders in het riool werd gegooid. Zo belandde hij in de verlaten dierentuin van Gotham, waar hij werd opgevoed door pinguïns en uiteindelijk bij een freak show belandde. In de film wil Penguin hogerop komen, door de corrupte zakenman Max Shreck te chanteren. Zogenaamd om in aanzien te stijgen, de geschiedenis van zijn ouders te begrijpen en later om burgemeester van Gotham City te worden. Zijn echte motief is echter om genadeloos wraak te nemen op de inwoners van Gotham, die hem als monster zagen. Om het tegen Batman op te nemen gaat hij samenwerken met Catwoman, die op haar beurt ook een conflict heeft met Max Shreck én Batman. De Penguins bekendste kenmerken zoals zijn monocle, hoge hoed en paraplu’s werden wel behouden voor de film. Toch staat deze versie wat verder af van zijn oorspronkelijke personage. Invloeden van deze versie werden later regelmatig overgenomen in latere versies van de Penguin.

- Penguin verschijnt in LEGO minifiguur-vorm in The Lego Batman Movie als korte rol. De stem van de Penguin werd voor de film ingesproken door John Venzon. De Nederlandse stem werd ingesproken door Florus van Rooijen.

- Penguin werd gespeeld door Colin Farrell in de film The Batman uit 2022 van Matt Reeves. Deze rol verscheen later in de televisieserie The Penguin waarin Oz Cobb de hoofdrol is.

### Televisieseries
- De Penguin werd gespeeld door Burgess Meredith in de televisieserie Batman.
- Net als de Joker had de Penguin samen met Batman en Robin een gastoptreden in The New Scooby-Doo Movies.
- Deze Penguin deed ook mee in de animatieserie The New Adventures of Batman.
- In Batman: The Animated Series werd zijn uiterlijk gemodelleerd naar de misvormde versie uit Batman Returns, hoewel zijn karakter gelijk bleef aan dat van de strips. Zijn stem werd ingesproken door Paul Williams.
  - In het vervolg, The New Batman Adventures, kreeg de Penguin zijn originele uiterlijk uit de strips weer, en stond hij aan het hoofd van de Iceberg Lounge, waarmee hij de dekmantel van een eerlijke zakenman opnam. Deze zelfde versie was de grote booswicht in de tekenfilm Batman: Mystery of the Batwoman, maar nu met de stem van David Ogden Stiers.
- In The Batman kwam weer een misvormde Penguin voor. In deze versie was hij afkomstig uit een Britse familie, waarbij de grootvader van Alfred Pennyworth in dienst geweest was. De Penguin is het slechte pad op gegaan om zijn fortuin te herstellen. Deze Penguin koestert ook een persoonlijke afkeer van Bruce Wayne, die hij als zijn rivaal beschouwt.
- In de televisieserie Gotham is de jongere Oswald Cobblepot te zien, en zijn motivatie om de Penguin te worden. Oswald heeft in de verschillende seizoenen verschillende doelen, hij wil onder andere burgemeester van de stad Gotham worden en zijn overleden moeder wreken. In de televisieserie hebben de Riddler en de Penguin een aparte relatie met elkaar, wat op een bepaald moment zelfs een liefdesrelatie wordt. De Penguin wordt in de televisieserie gespeeld door Robin Lord Taylor.

### Videospellen
- In de videospellen Batman: Arkham City, Batman: Arkham Origins en Batman: Arkham Knight werd de Penguin ingesproken door Nolan North. In de videospellen staat de Penguin bekend als een crimineel die overal wat van weet. Ook probeert hij vaak Batman te dwarsbomen. Tevens is zijn monocle vervangen door een gebroken fles voor zijn oog.